# Lục đóa dẹp
Lục đóa dẹp (danh pháp khoa học: Phacellaria compressa) là một loài thực vật có hoa trong họ Santalaceae. Loài này được Benth. miêu tả khoa học đầu tiên năm 1880.